# Кашниковский сельсовет (Московская область)
Кашниковский сельсовет — упразднённая административно-территориальная единица, существовавшая на территории Коробовского района Московской области до 1954 года. Административным центром была деревня Бундово.

## История
В 1923 году Кашниковский сельсовет находился в составе Дмитровской волости Егорьевского уезда Московской губернии.
В 1925 году к Кашниковскому сельсовету была присоединена территория упразднённого Надеинского сельсовета. Таким образом, к началу 1926 года в составе сельсовета находились деревни Кашниково, Бундово, Ширяево, Ивановская и Надеино.
В 1926 году из Кашниковского сельсовета выделен Надеинский сельсовет, однако в ходе реформы административно-территориального деления СССР в 1929 году Надеинский сельсовет вновь присоединён к Кашниковскому, который вошёл в состав Дмитровского района Орехово-Зуевского округа Московской области. В 1930 году округа были упразднены, а Дмитровский район переименован в Коробовский.
14 июня 1954 года сельсовет был упразднён, а его территория передана Михайловскому сельсовету.